# English Football League play-offs 2023
English Football League play-offs mùa giải 2022-23 (đựoc gọi là Sky Bet Play-Offs vì lý do tài trợ) sẽ được tổ chức vào tháng 5 năm 2023 với tất cả các trận chung kết được tổ chức tại Sân vận động Wembley ở Wembley.
Các trận play-off bắt đầu ở mỗi giải đấu với hai trận bán kết diễn ra theo hai lượt. Các đội xếp thứ 3, 4, 5 và 6 ở Championship và League One và các đội xếp thứ 4, 5, 6 và 7 ở League Two tham gia lượt trận này. Những đội chiến thắng trong trận bán kết sẽ tiến vào trận chung kết, với đội chiến thắng sẽ được thăng hạng cho mùa giải tiếp theo.

## Bối cảnh
Các trận play-offs của English Football League đã được tổ chức hàng năm kể từ năm 1987. Chúng diễn ra cho mỗi hạng đấu sau khi kết thúc mùa giải thông thường và được tranh tài bởi bốn câu lạc bộ xếp dưới vị trí thăng hạng thẳng lên hạng đấu trên. Lịch thi đấu được xác định theo vị trí cuối cùng của giải đấu – ở Championship và League One, là hạng 3 đấu 6 và 4 đấu 5, trong khi ở League Two là hạng 4 đấu 7 và 5 đấu 6.

## Championship

### Bán kết Championship
Bảng xếp hạng đã được xác định sau lựot trận cuối cùng vào ngày 8 tháng 5 năm 2023. Bước vào ngày thi đấu cuối cùng, Luton Town và Middlesbrough đã xác định được vị trí của mình trong trận play-off, lần lượt đứng thứ 3 và 4. Coventry City kết thúc lượt trận cuối ở vị trí thứ 5 với trận hòa trước Middlesbrough là đủ để đảm bảo cả hai đội sẽ đối đầu nhau ở bán kết. Millwall trước vòng đấu cuối đang ở vị trí thứ 6, nhưng Sunderland, West Bromwich Albion và Blackburn Rovers đều tiếp tục bám đuổi vị trí cuối cùng của lượt trận play-offs khi trận đấu bắt đầu. West Bromwich Albion bỏ lỡ vị trí thứ 6 sau trận thua Swansea City. Millwall rơi xuống vị trí thứ 8 khi họ để thua câu lạc bộ đang tràn trề hy vọng Blackburn Rovers, cũng đứng thứ 7 về hiệu số bàn thắng bại. Chiến thắng của Sunderland trước Preston North End đồng nghĩa với việc họ chính thức giành được vị trí thứ 6 và đối đầu với Luton Town ở bán kết, có thể giúp họ có cơ hội thăng hạng qua vòng play-off mùa thứ hai liên tiếp sau khi giành quyền tham dự play-off 2022 League One mùa trước.
| Vị trí cuối cùng tại vòng 46 - Championship | Vị trí cuối cùng tại vòng 46 - Championship | Vị trí cuối cùng tại vòng 46 - Championship | Vị trí cuối cùng tại vòng 46 - Championship | Vị trí cuối cùng tại vòng 46 - Championship | Vị trí cuối cùng tại vòng 46 - Championship | Vị trí cuối cùng tại vòng 46 - Championship | Vị trí cuối cùng tại vòng 46 - Championship | Vị trí cuối cùng tại vòng 46 - Championship | Vị trí cuối cùng tại vòng 46 - Championship |
| VT                                          | Đội                                         | ST                                          | T                                           | H                                           | B                                           | BT                                          | BB                                          | HS                                          | HS                                          |
| ------------------------------------------- | ------------------------------------------- | ------------------------------------------- | ------------------------------------------- | ------------------------------------------- | ------------------------------------------- | ------------------------------------------- | ------------------------------------------- | ------------------------------------------- | ------------------------------------------- |
| 3                                           | Luton Town                                  | 46                                          | 21                                          | 17                                          | 8                                           | 57                                          | 39                                          | +18                                         | 80                                          |
| 4                                           | Middlesbrough                               | 46                                          | 22                                          | 9                                           | 15                                          | 84                                          | 56                                          | +28                                         | 75                                          |
| 5                                           | Coventry City                               | 46                                          | 18                                          | 16                                          | 12                                          | 58                                          | 46                                          | +12                                         | 70                                          |
| 6                                           | Sunderland                                  | 46                                          | 18                                          | 15                                          | 13                                          | 68                                          | 55                                          | +13                                         | 69                                          |

Lựot đi
| Sunderland              | 2–1      | Luton Town    |
| ----------------------- | -------- | ------------- |
| - Diallo 39' - Hume 63' | Chi tiết | - Adebayo 11' |

| Coventry City | 0–0      | Middlesbrough |
| ------------- | -------- | ------------- |
|               | Chi tiết |               |

Lượt về
| Luton Town               | 2–0      | Sunderland |
| ------------------------ | -------- | ---------- |
| - Osho 10' - Lockyer 43' | Chi tiết |            |

Luton Town thắng với tổng tỉ số 3-2
| Middlesbrough | 0–1      | Coventry City |
| ------------- | -------- | ------------- |
|               | Chi tiết | - Hamer 57'   |

 Coventry City thắng với tổng tỉ số 1-0

### Chung kết Championship
Đội thắng trong trận đấu này sẽ được thăng hạng lên Premier League và sẽ chơi ở mùa giải Premier League 2023–24 cùng với các đội tự động thăng hạng là Burnley và Sheffield United.

## League One

### Bán kết League One
Bảng xếp hạng được xác nhận sau ngày thi đấu cuối cùng vào ngày 7 tháng 5 năm 2023. Bước vào ngày thi đấu cuối cùng, Sheffield Wednesday và Barnsley đã chắc suất tham dự vòng play-off, lần lượt đứng thứ 3 và 4. Bolton Wanderers cũng đã đảm bảo suất tham dự vòng play-off và giành chiến thắng trước Bristol Rovers để đứng thứ 5, đảm bảo họ sẽ đối đầu với Barnsley ở bán kết. Derby County đứng thứ 6 với chỉ một chiến thắng mới có thể đảm bảo một suất đá play-off với bất kỳ kết quả nào khác đều mở ra cánh cửa vào vị trí thứ 6 cho Peterborough United, đội cần phải giành chiến thắng. Peterborough United đánh bại Barnsley, trong khi Derby County thua Sheffield Wednesday. Điều này có nghĩa là Peterborough United đứng thứ 6 và sẽ đối đầu với Sheffield Wednesday ở bán kết, trong khi Derby County đứng thứ 7.
| Vị trí cuối cùng tại vòng 46 - League One | Vị trí cuối cùng tại vòng 46 - League One | Vị trí cuối cùng tại vòng 46 - League One | Vị trí cuối cùng tại vòng 46 - League One | Vị trí cuối cùng tại vòng 46 - League One | Vị trí cuối cùng tại vòng 46 - League One | Vị trí cuối cùng tại vòng 46 - League One | Vị trí cuối cùng tại vòng 46 - League One | Vị trí cuối cùng tại vòng 46 - League One | Vị trí cuối cùng tại vòng 46 - League One |
| VT                                        | Đội                                       | ST                                        | T                                         | H                                         | B                                         | BT                                        | BB                                        | HS                                        | Đ                                         |
| ----------------------------------------- | ----------------------------------------- | ----------------------------------------- | ----------------------------------------- | ----------------------------------------- | ----------------------------------------- | ----------------------------------------- | ----------------------------------------- | ----------------------------------------- | ----------------------------------------- |
| 3                                         | Sheffield Wednesday                       | 46                                        | 28                                        | 12                                        | 6                                         | 81                                        | 37                                        | +44                                       | 96                                        |
| 4                                         | Barnsley                                  | 46                                        | 26                                        | 8                                         | 12                                        | 80                                        | 47                                        | +33                                       | 86                                        |
| 5                                         | Bolton Wanderers                          | 46                                        | 23                                        | 12                                        | 11                                        | 62                                        | 36                                        | +26                                       | 81                                        |
| 6                                         | Peterborough United                       | 46                                        | 24                                        | 5                                         | 17                                        | 75                                        | 54                                        | +21                                       | 77                                        |

Lượt đi
| Peterborough United                                    | 4–0      | Sheffield Wednesday |
| ------------------------------------------------------ | -------- | ------------------- |
| - Taylor 20' - Ward 36' - Poku 50' - Clarke-Harris 82' | Chi tiết |                     |

| Bolton Wanderers | 1–1      | Barnsley     |
| ---------------- | -------- | ------------ |
| - Charles 67'    | Chi tiết | - Cadden 63' |

Lượt về
| Sheffield Wednesday                                                         | 5–1 (s.h.p.) | Peterborough United                            |
| --------------------------------------------------------------------------- | ------------ | ---------------------------------------------- |
| - Smith 9' (ph.đ.) - Gregory 25' - James 71' - Palmer 90+8' - Paterson 112' | Chi tiết     | - Gregory 105' (l.n.)                          |
| Loạt sút luân lưu                                                           |              |                                                |
| - Smith - Vaulks - Bannan - Windass - Hunt                                  | 5–3          | - Clarke-Harris - Butler - Norburn - Tshimanga |

Tổng tỉ số là 5-5. Sheffield Wednesday thắng trên loạt sút luân lưu 5-3
| Barnsley       | 1–0      | Bolton Wanderers |
| -------------- | -------- | ---------------- |
| - Kitching 24' | Chi tiết |                  |

 Barnsley thắng với tổng tỉ số 2-1

### Chung kết League One
Đội chiến thắng trong trận đấu này sẽ cùng với Plymouth Argyle và Ipswich Town thăng hạng lên EFL Championship và sẽ thi đấu trong mùa giải EFL Championship 2023–24.

## League Two

### Bán kết League Two
Bảng xếp hạng cuối cùng được xác định sau lượt trận cuối cùng vào ngày 8 tháng 5 năm 2023. Bước vào ngày thi đấu cuối cùng, Stockport County đã chắc suất đá play-off và vẫn có thể đứng thứ 3 nếu họ thắng và Northampton Town không thắng ở trận cuối của mùa giải, do Stockport County vượt trội hơn về hiệu số bàn thắng bại. Tuy nhiên, Stockport đã hòa với Hartlepool United đã xuống hạng vào ngày cuối cùng trong khi Northampton Town giành chiến thắng trước Tranmere Rovers, đưa Stockport County xuống vị trí thứ 4. Carlisle United, Salford City và Bradford City đều có 75 điểm trong ngày cuối cùng, với Mansfield Town vẫn có cơ hội trôn chân vào vị trí đá play-off vào ngày cuối cùng của mùa giải, nếu họ giành chiến thắng và một trong 3 đội còn lại thua thì Mansfield sẽ đạt được mục tiêu. Carlisle United và Bradford City đã lần lượt giành được các trận hòa với Sutton United và nhà vô địch Leyton Orient để đảm bảo vị trí của họ. Carlisle United đứng thứ 5 nhờ hiệu số bàn thắng bại vượt trội hơn so với Bradford City ở vị trí thứ 6. Tuy nhiên, Salford City đã thua 1–0 trước Gillingham nhưng chỉ giành được vị trí thứ 7 do Mansfield Town chỉ thắng được 2–0 trước Colchester United và cần ghi thêm 1 bàn nữa để vượt qua Salford City. Kết quả này đảm bảo rằng Stockport County lần lượt đấu với Salford City và Carlisle United đấu với Bradford City qua 2 lượt trận bán kết.
| Vị trí cuối cùng tại vòng 46 - League Two | Vị trí cuối cùng tại vòng 46 - League Two | Vị trí cuối cùng tại vòng 46 - League Two | Vị trí cuối cùng tại vòng 46 - League Two | Vị trí cuối cùng tại vòng 46 - League Two | Vị trí cuối cùng tại vòng 46 - League Two | Vị trí cuối cùng tại vòng 46 - League Two | Vị trí cuối cùng tại vòng 46 - League Two | Vị trí cuối cùng tại vòng 46 - League Two | Vị trí cuối cùng tại vòng 46 - League Two |
| VT                                        | Đội                                       | ST                                        | T                                         | H                                         | B                                         | BT                                        | BB                                        | HS                                        | Đ                                         |
| ----------------------------------------- | ----------------------------------------- | ----------------------------------------- | ----------------------------------------- | ----------------------------------------- | ----------------------------------------- | ----------------------------------------- | ----------------------------------------- | ----------------------------------------- | ----------------------------------------- |
| 4                                         | Stockport County                          | 46                                        | 22                                        | 13                                        | 11                                        | 65                                        | 37                                        | +28                                       | 79                                        |
| 5                                         | Carlisle United                           | 46                                        | 20                                        | 16                                        | 10                                        | 66                                        | 43                                        | +23                                       | 76                                        |
| 6                                         | Bradford City                             | 46                                        | 20                                        | 16                                        | 10                                        | 61                                        | 43                                        | +18                                       | 76                                        |
| 7                                         | Salford City                              | 46                                        | 22                                        | 9                                         | 15                                        | 72                                        | 54                                        | +18                                       | 75                                        |

Lượt đi
| Salford City | 1–0      | Stockport County |
| ------------ | -------- | ---------------- |
| - Smith 17'  | Chi tiết |                  |

| Bradford City | 1–0      | Carlisle United |
| ------------- | -------- | --------------- |
| - Walker 18'  | Chi tiết |                 |

Lượt về
| Stockport County                         | 2–1 (s.h.p.) | Salford City                       |
| ---------------------------------------- | ------------ | ---------------------------------- |
| - Olaofe 68' - Stretton 115'             | Chi tiết     | - Mallan 112'                      |
| Loạt sút luân lưu                        |              |                                    |
| - Madden - Croasdale - Collar - Sarcevic | 3–1          | - Lund - Mariappa - Barry - Mallan |

Tổng tỉ số là 2-2. Stockport County chiến thắng trên loạt sút luân lưu 3-1.
| Carlisle United                                | 3–1 (s.h.p.) | Bradford City     |
| ---------------------------------------------- | ------------ | ----------------- |
| - Halliday 21' (l.n.) - Guy 98' - Barclay 112' | Chi tiết     | - Derbyshire 106' |

Carlisle United chiến thắng với tổng tỉ số 3-2.

### Chung kết League Two
Đội chiến thắng trong trận đấu này sẽ được thăng hạng lên EFL League One và sẽ chơi ở mùa giải 2023–24 EFL League One cùng với Leyton Orient, Stevenage và Northampton Town đã thăng hạng.